# 灰鶺鴒
灰鶺鴒为鶺鴒科鶺鴒屬下的一种鳥類。這個物種主要在蒙古、中國大陸北部、朝鮮半島、日本、俄羅斯繁殖；在中國大陸南部、臺灣、菲律賓、中南半島、印尼等地過冬。
全長約18-19公分。該物種看起來與黃鶺鴒有些相似，但其下腹部的黃色僅限於喉部和泄殖腔。繁殖期的雄鳥有黑色喉部，而雌鳥則有更多白色區域。其性別及冬夏間的羽色略有不同。。
該物種分布廣泛，幾個種群在古北界的歐亞大陸繁殖，並遷徙至亞洲和非洲的熱帶地區。繁殖時，牠們一般與流水相關，雖然牠們可能會利用溪流附近的人造建築來築巢。非繁殖季節時，牠們也可見於湖泊、海岸及其他水域棲地。相對於黃鶺鴒，這種鳥類更偏好山區活動。與其他鶺鴒類似，牠們經常搖動尾巴，飛行時呈波浪狀，並且在飛行中經常發出尖銳的叫聲。

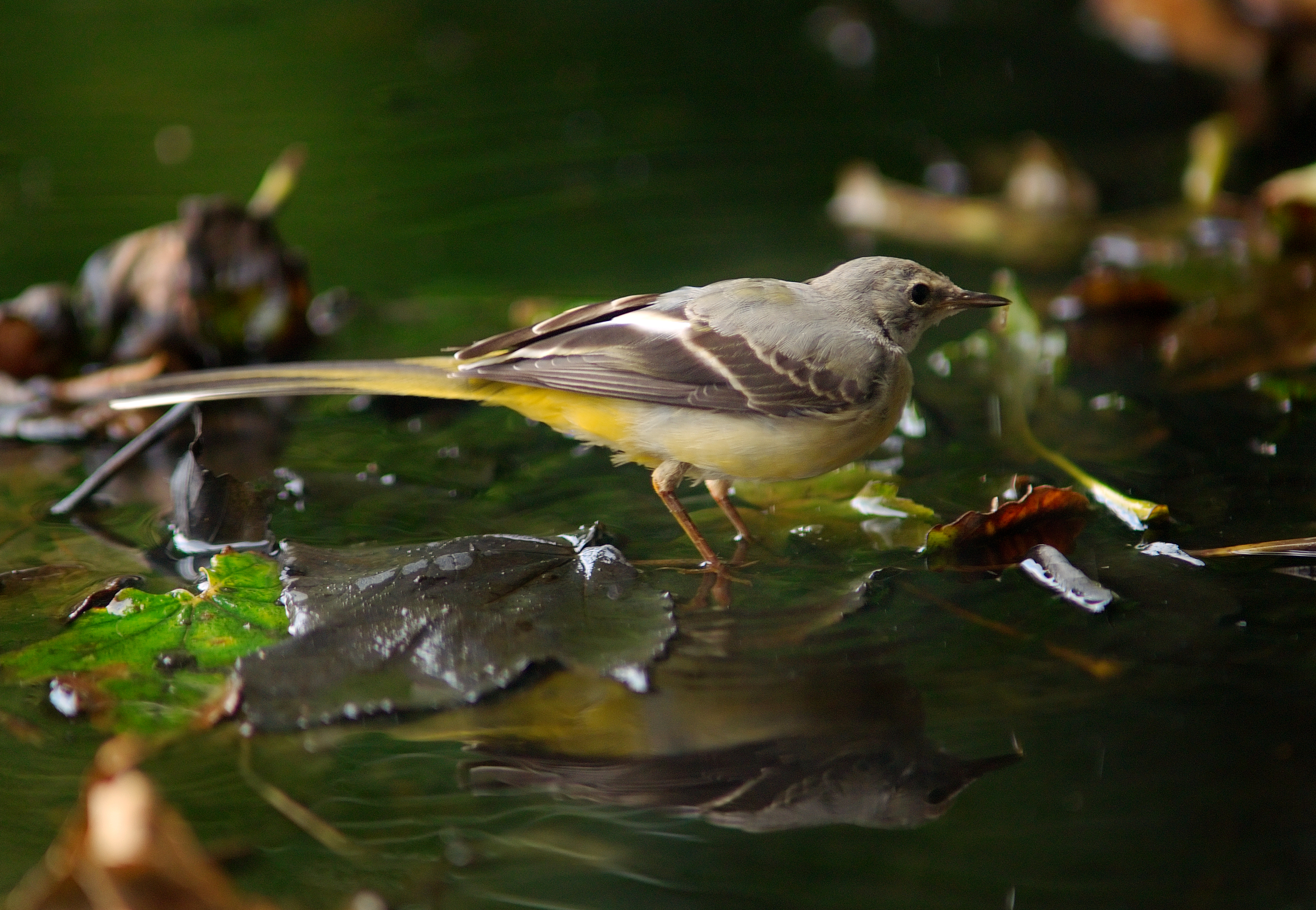
指名亞種 (比利時)

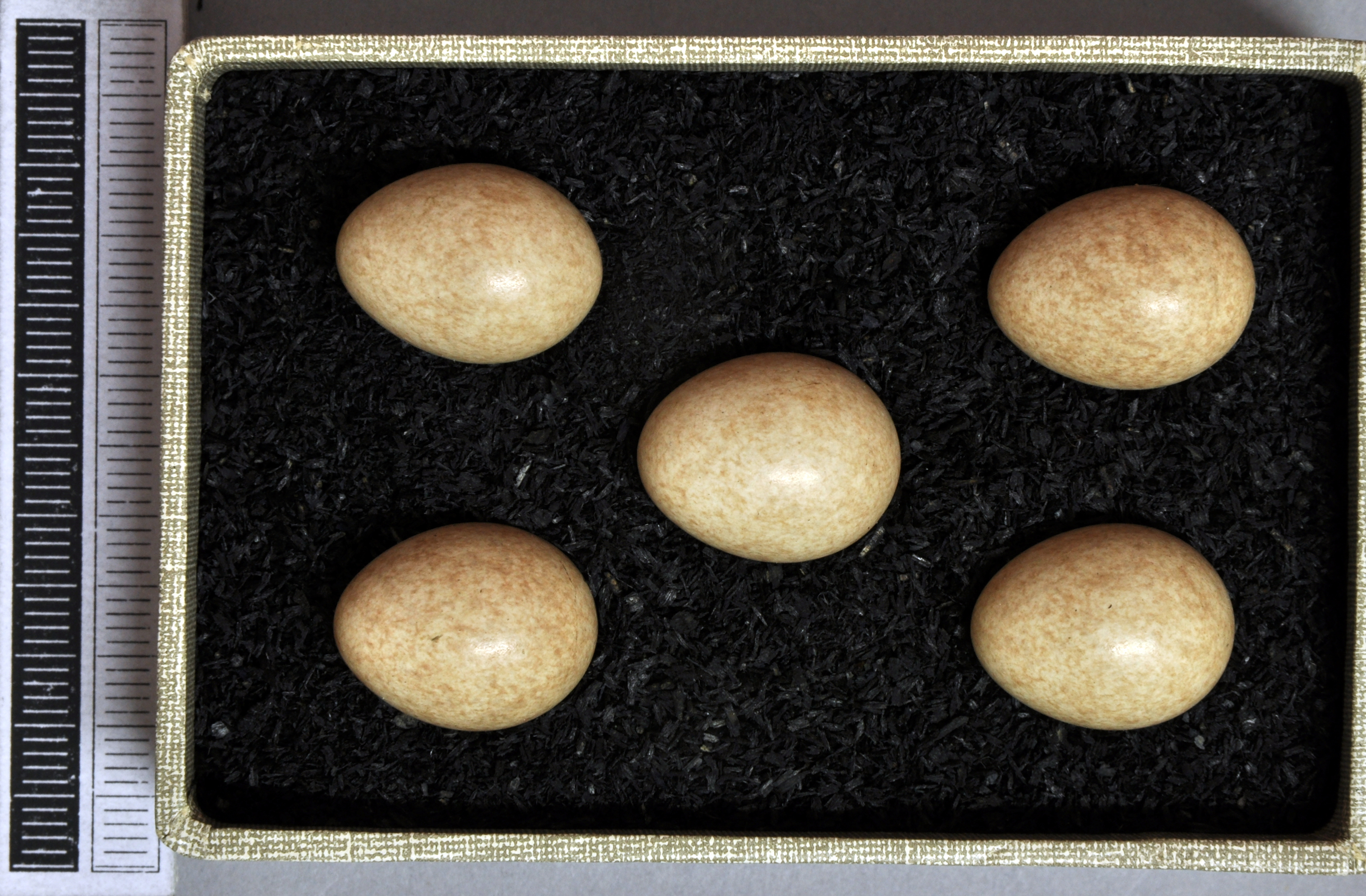
卵，威斯巴登博物館

## 分類與系統學
灰鶺鴒的二名法Motacilla cinerea由馬馬杜克·唐斯塔爾於1771年在其著作《英國鳥類學》Ornithologia Britannica中首次介紹。 Motacilla是拉丁語中對灰鶺鴒的名稱；儘管實際上是motare的指小詞，意思是「移動」，但在中世紀時代引發了對cilla為「尾巴」的誤解。種小名cinerea來自拉丁語cinis，意為「灰燼」，指「灰色」。
該物種的親緣關係尚未完全解決；它屬於非洲鶺鴒之外的分支，這些物種在外部形態上令人困惑，mtDNA細胞色素b與NADH脫氫酶亞基2的序列數據無法穩健地解決其親緣關係。雖然現有物種可能與黃頭鶺鴒和一些西方黃鶺鴒最為接近，但其確切的關係仍不明確。
已確認的三個亞種包括：
- M. c. patriciae（沃里，1957） – 亞速爾群島
- M. c. schmitzi（楚西，1900） – 馬德拉群島
- M. c. cinerea（唐斯塔爾，1771） – 西歐、加那利群島與西北非洲至中部、東部和東北亞

## 描述

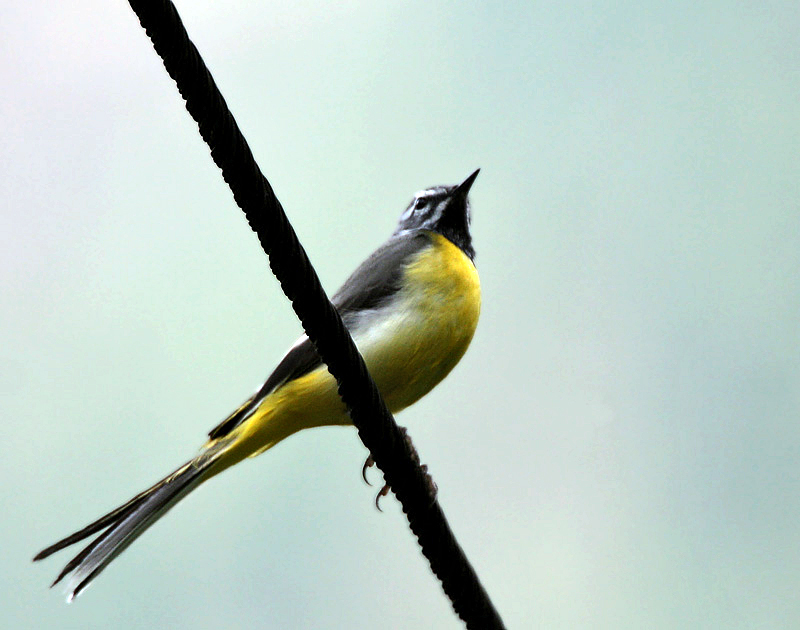
Male M. c. melanope

這種纖細的鶺鴒有狹窄的白色眉紋和斷裂的眼環。上半身為灰色，與白色下腹部形成對比的黃色泄殖腔使其具有辨識度。繁殖期雄鳥有黑色喉部，邊緣有白色的鬍鬚狀條紋。牠們通常單獨或成對在草地或淺水沼澤地覓食，也會使用水中的岩石，並經常棲息在樹上。牠們的叫聲清脆尖銳，歌聲由顫音組成。

## 分布與棲地
灰鶺鴒廣泛分布於古北界地區，具有數個明顯的種群。指名型（包括caspica，分布於伊朗、土耳其和高加索地區）來自西歐，包括不列顛群島、斯堪地那維亞和地中海地區。melanope亞種主要分布在東歐和中亞，主要沿著烏拉爾山脈、天山山脈和喜馬拉雅山脈繁殖，與指名亞種之間的區分並不明顯。 牠們在非洲和亞洲過冬。robusta亞種在亞洲東北部的西伯利亞繁殖，分布範圍延伸至韓國和日本，這些亞種在東南亞過冬。島嶼型包括亞速爾群島的patriciae、馬德拉群島的schmitzi及加那利群島的canariensis。
牠們有時會出現在阿拉斯加西部的島嶼上，但已知有時作為迷鳥出現在更南的加利福尼亞。

## 行為與生態

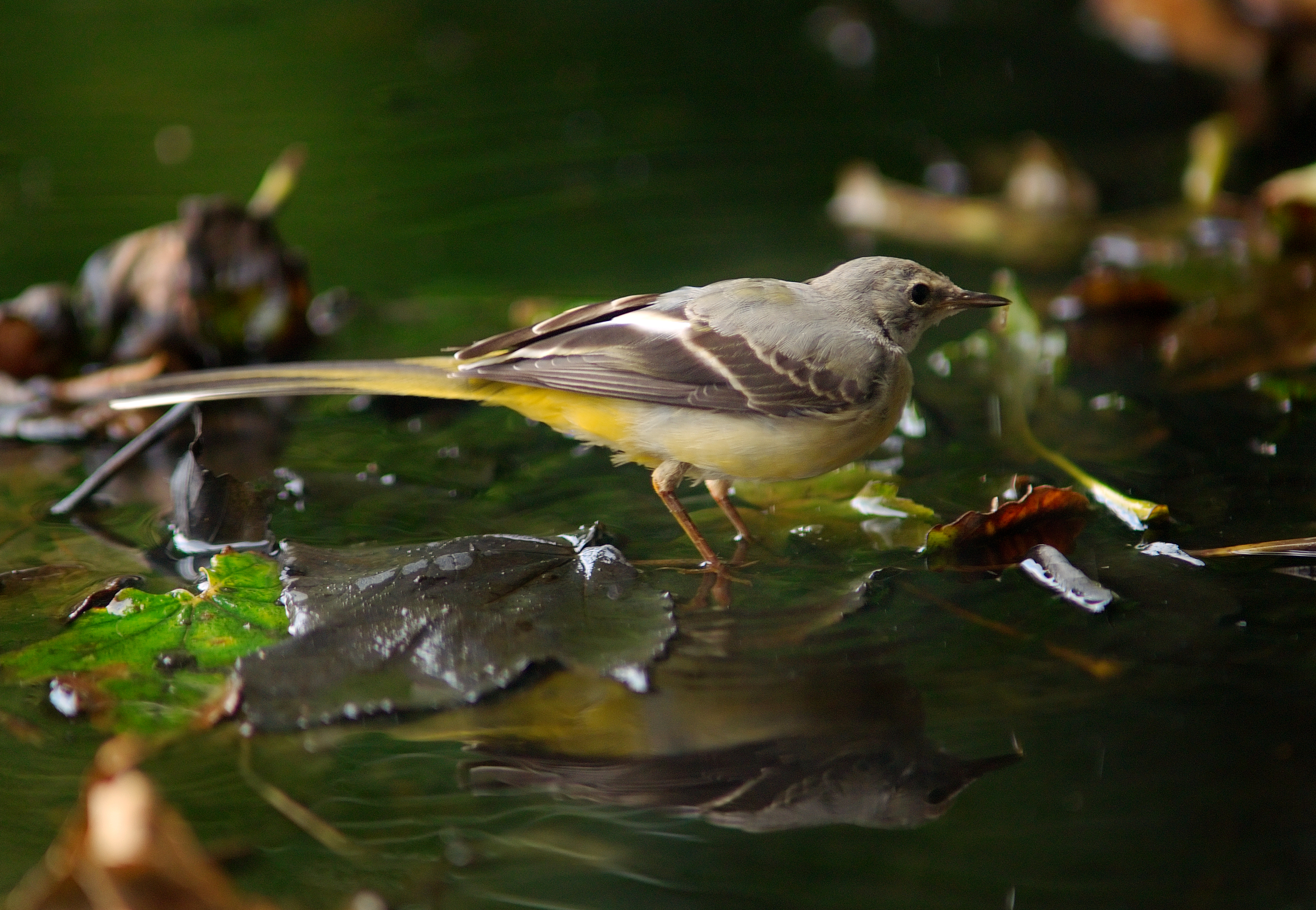
指名亞種（比利時）

繁殖季節從四月到七月，巢築在快速流動的溪流或河流旁的堤岸上，位於石頭和樹根之間。 雄鳥在展示時會短暫飛向空中，然後慢慢下降，伴隨著一系列快速的尖銳高音。 在歐洲，巢穴通常築於人工結構中的洞穴中。每窩產下3至6顆帶有斑點的蛋，可能會多次繁殖，但後續每窩蛋的數量會逐漸減少。 在愛爾蘭，通常每窩產五顆蛋，繁殖成功率約為80%，蛋或雛鳥的捕食是主要的繁殖失敗原因。 加那利群島的種群通常每窩蛋數較少，且繁殖季節沒有較高緯度地區那麼短且明顯。 孵卵期約兩週，雛鳥在孵化後兩週內羽化。野外的壽命最長可達8年。
在其分布區的一些地區，白喉河烏與灰鶺鴒共享相同的棲地，並且有一些異種哺育的紀錄，即成鳥灰鶺鴒為河烏的雛鳥餵食。
這些鳥類捕食各種水生無脊椎動物，包括成蟲蒼蠅、蜉蝣、甲蟲、甲殼類和軟體動物。 牠們在冬季經常沿著路邊覓食，發出尖銳的chi-cheep叫聲，飛向路邊更遠的地方，但飛行一段距離後又會折返至原地。
在冬季，牠們會成小群過夜。 已知過冬的鳥類每年會回到同一地點，有時會選擇一個小的城市花園。
成鳥經常受到寄生蟲蜱Ixodes ricinus的感染，這些蜱可以攜帶Borrelia，因此可能在廣泛區域內傳播萊姆病。 此物種中也已知存在球蟲病，如Isospora。大杜鵑有時會對該物種進行巢寄生， 而紅隼有時會捕食牠們。

## 外部連結
- 维基共享资源上的相關多媒體資源：灰鶺鴒
- 維基物種上的相關：灰鶺鴒